# The Quilt
The Quilt – czwarty album Gym Class Heroes, wydany został 9 września 2008 roku i promują go single Peace Sign/Index Down nagrany z Busta Rhymesem oraz Cookie Jar nagrany z The-Dreamem..

## Lista utworów
1. Guilty As Charged
2. Drnk Txt Rmeo
3. Peace Sign-Index Down
4. Like Father Like Son (Papa' Song)
5. Blinded By the Sun
6. Catch Me If You Can
7. Cookie Jar
8. Live a Little
9. Dont Tell Me It's Over
10. Live Forever
11. Kissin' Ears
12. Home
13. No Place to Run
14. Coming Clean